# 拉斐尔·萨尔迪瓦
拉斐尔·萨尔迪瓦（西班牙語：Rafael Zaldívar；1834年—1903年3月2日），是萨尔瓦多医师、政治家、外交家。曾于1876年至1885年出任萨尔瓦多总统。
萨尔迪瓦早年在萨尔瓦多大学学习医学，毕业后留校任教。1869年被任命为萨尔瓦多驻普鲁士全权公使。1870年归国并出任国防和教育部长。1876年出任萨尔瓦多总统，在任期间，萨尔瓦多政府从原住民处没收了大量土地，用于种植咖啡，但也导致该国土地几乎被少数地主所垄断，贫富差距加大。1885年，军人弗朗西斯科·梅嫩德斯推翻了他的政权。
卸任后，萨尔迪瓦曾担任萨尔瓦多驻英国、法国全权公使，直到1903年在驻法公使任上去世。